# Федотов, Виталий Андреевич
Вита́лий Андре́евич Федо́тов (укр. Віталій Андрійович Федотов; 16 июля 1991, Донецк, Украинская ССР, СССР) — украинский и российский футболист, полузащитник. Выступал за молодёжную сборную Украины до 21 года.

## Биография

### Клубная карьера
Воспитанник академии донецкого «Шахтёра». В основном составе команды не играл, однако выступал в первенстве дублёров и провёл также два матча за фарм-клуб «Шахтёр-3». С 2011 года выступал за мариупольский «Ильичёвец», дебютировал в его составе 1 апреля 2011 в матче против «Шахтёра», выйдя на замену вместо Константина Ярошенко (мариупольцы проиграли 1:3). Во время выступления за тульский «Арсенал» получил российское гражданство, однако в чемпионатах России считается легионером, так как УЕФА не утвердил смену футбольного гражданства.
В феврале 2019 года подписал контракт с курским «Авангардом».

### В сборной
Выступал за юношеские и молодёжную сборные Украины. Вызван Павлом Яковенко для матчей Кубка Содружества 2012.